# Leilane Neubarth
Leilane Neubarth Teixeira (Rio de Janeiro, 15 de novembro de 1958) é uma apresentadora de telejornal, jornalista e escritora brasileira.

## Biografia
Formada em jornalismo pela Universidade de Brasília (UnB), casou-se em 1986 com Olívio Petit (diretor artístico do SporTV). Leilane tem dois filhos e iniciou sua carreira profissional na Rede Globo em 1979. Em 1984 já era apresentadora do Jornal da Globo.

### Diretas Já
Na ocasião das Diretas Já, mesmo com a TV Globo proibindo a menção das manifestações, Leilane mostrou apoio ao movimento enquanto apresentava o Jornal da Globo de amarelo da cabeça aos pés, rindo rasgado ao término do jornal que realizou a famosa cobertura.

### Cunhando termoMetaleiro
Rockeira, na cobertura do primeiro Rock in Rio consagrou o termo "metaleiro", que nunca agradou muito aos próprios headbangers.
| “ | "Até o começo do festival pouca gente havia ouvido falar nesta palavra: Metaleiro" | ” |

### Rede Manchete
Em 1989 foi para a Rede Manchete, onde apresentou o Programa de Domingo e o telejornal Noite Dia, voltando novamente para a Globo no ano 1991, quando fez inúmeras reportagens especiais para vários programas jornalísticos e algumas vezes apresentou o Fantástico e o Jornal Hoje.

### Bom Dia Brasil
De 1996 até dezembro de 2002, apresentou o Bom Dia Brasil, ao lado de Renato Machado. Neste período a audiência do programa foi triplicada. No ano 2000, foi a mediadora do debate entre os candidatos à prefeitura do Rio de Janeiro promovido pela Rede Globo. Em 2003, Leilane deixou o Bom Dia Brasil para voltar a ser repórter, contudo, em 2004 ela retornou à ancoragem através do Brasil TV. Continuou a mediar os debates para eleições de prefeitos do Rio de Janeiro realizados pela Rede Globo, e pelo bom desempenho nesta função ela assumiu a apresentação e edição executiva do RJTV 2ª Edição.

### Paris Dacar
Leilane participou da 21ª edição do Rali Paris Dacar, um dos mais perigosos do mundo, em 1999 na categoria caminhão, numa parceria com o veterano André Azevedo pela equipe "BR Lubrax", conquistando o terceiro lugar em sua categoria. A aventura da competição é narrada no livro "Faróis de Milha", de sua autoria.

### GloboNews
Foi apresentadora dos programas Jornal da GloboNews (edição das 18h) a partir 2009 e de Arquivo N, ambos veiculados pela GloboNews.
Em 21 de Março de 2020, em virtude da pandemia de coronavírus, foi afastada das funções de apresentação na GloboNews, como todos os jornalistas da Globo de mais de 60 anos. Após o fim da pandemia, ganhou novas funções no canal, passando a apresentar o Conexão GloboNews, então um novo informativo do canal pago de notícias.

## Filmografia
| Ano        | Título                            | Função        | Emissora                |
| ---------- | --------------------------------- | ------------- | ----------------------- |
| 1983–86    | Jornal da Globo                   | Apresentadora | TV Globo                |
| 1986–90    | Globo Repórter                    | Repórter      | TV Globo                |
| 1990–91    | Programa de Domingo               | Apresentadora | Rede Manchete           |
| 1991–95    | Fantástico                        | Repórter      | TV Globo                |
| 1996–03    | Bom Dia Brasil                    | Apresentadora | TV Globo                |
| 1998–15    | Arquivo N                         | Apresentadora | GloboNews               |
| 2004–07    | Brasil TV                         | Apresentadora | TV Globo (parabólica)   |
| 2004–09    | RJTV                              | Apresentadora | TV Globo Rio de Janeiro |
| 2009–10    | Em Cima da Hora - Edição das 18h  | Apresentadora | GloboNews               |
| 2010–21    | Jornal GloboNews - Edição das 18h | Apresentadora | GloboNews               |
| 2021–atual | Conexão GloboNews                 | Apresentadora | GloboNews               |
| 2024       | Falas de Orgulho                  | Apresentadora | TV Globo                |
| 2025       | Glória                            | Entrevistada  | TV Globo                |

## Livros
- Faróis de Milha (1999) Editora: Objetiva.

## Prêmios
- 2006 - Colaboradora Emérita do Exército[1][12]
- 2008 - Prêmio Quem Acontece - Melhor Jornalista - Indicada.[2]